# Amous
L'Amous est une rivière du département du Gard en région Occitanie, affluent du Gardon ou Gard (appelé dans cette section le Gardon d'Anduze). , donc sous-affluent du Rhône.

## Étymologie
L'Amous était orthographié « Amoux » jusqu'au début du XXe siècle.[réf. nécessaire]

## Géographie
Long de 9,9 km, l'Amous naît à 350 m d'altitude dans la pointe nord-est de la commune de Saint-Sébastien-d'Aigrefeuille, à environ 120 m de la limite de commune avec Mialet à l'ouest.
L'Amous s'écoule principalement du nord au sud. Environ 3 km en aval de sa source il sert de limite de commune avec Mialet sur environ 560 m puis revient couler sur Saint-Sébastien-d'Aigrefeuille pour quelque 4,1 km, jusqu'au gué près du hameau les Travès. Il passe alors sur la commune de Générargues où il rencontre un petit barrage 480 m en aval de son entrée sur cette commune. Il continue son parcours vers le sud, passant en bordure du bourg côté est, et conflue avec le Gardon d'Anduze à côté de la bambouseraie d'Anduze, à 140 m d'altitude et à 2 km environ en amont d'Anduze.

### Communes et cantons traversés
Dans le seul département du Gard, l'Amous traverse quatre communes et deux cantons :
- de l'amont vers l'aval : Saint-Sébastien-d'Aigrefeuille, Mialet, Générargues, Anduze (confluence)[n 2],[n 3].

Soit en termes de cantons, l'Amous prend source dans le canton de Saint-Jean-du-Gard et conflue dans le canton d'Anduze.

## Affluents
L'Amous a un affluent référencé :
- La Bastide (rive droite) : 3 km sur les deux communes de Générargues et Saint-Sébastien-d'Aigrefeuille[5].

La carte de Géoportail montre de nombreux petits affluents plus ou moins saisonniers. En rive droite se trouve le ruisseau de Camplonne, qui sert de limite de communes entre Saint-Sébastien-d'Aigrefeuille et Mialet sur toute sa longueur de 2 km. Mais hormis ces deux cours d'eau, les plus longs se trouvent en rive gauche : 
- le ruisseau venant de Brugaunède passe près de Reigoux, longeant plus ou moins la D217, et conflue à la Fabrègue longueur environ 2,3 km)[7] ;
- le ruisseau prenant source en limite de commune avec Saint-Jean-du-Pin à environ 460 m au sud-ouest de Tresmont ; il conflue vers le Quérier (longueur environ 2,3 km)[8] ;
- le ruisseau prenant source lui aussi en limite de commune avec Saint-Jean-du-Pin, près de Font Bastide ; il suit la D 50 et conflue près du hameau le Ranc (longueur environ 2,4 km)[8].

## Aménagements
Les eaux de l'amous sont utilisées pour irriguer les plantations de bambous de la bambouseraie d'Anduze.

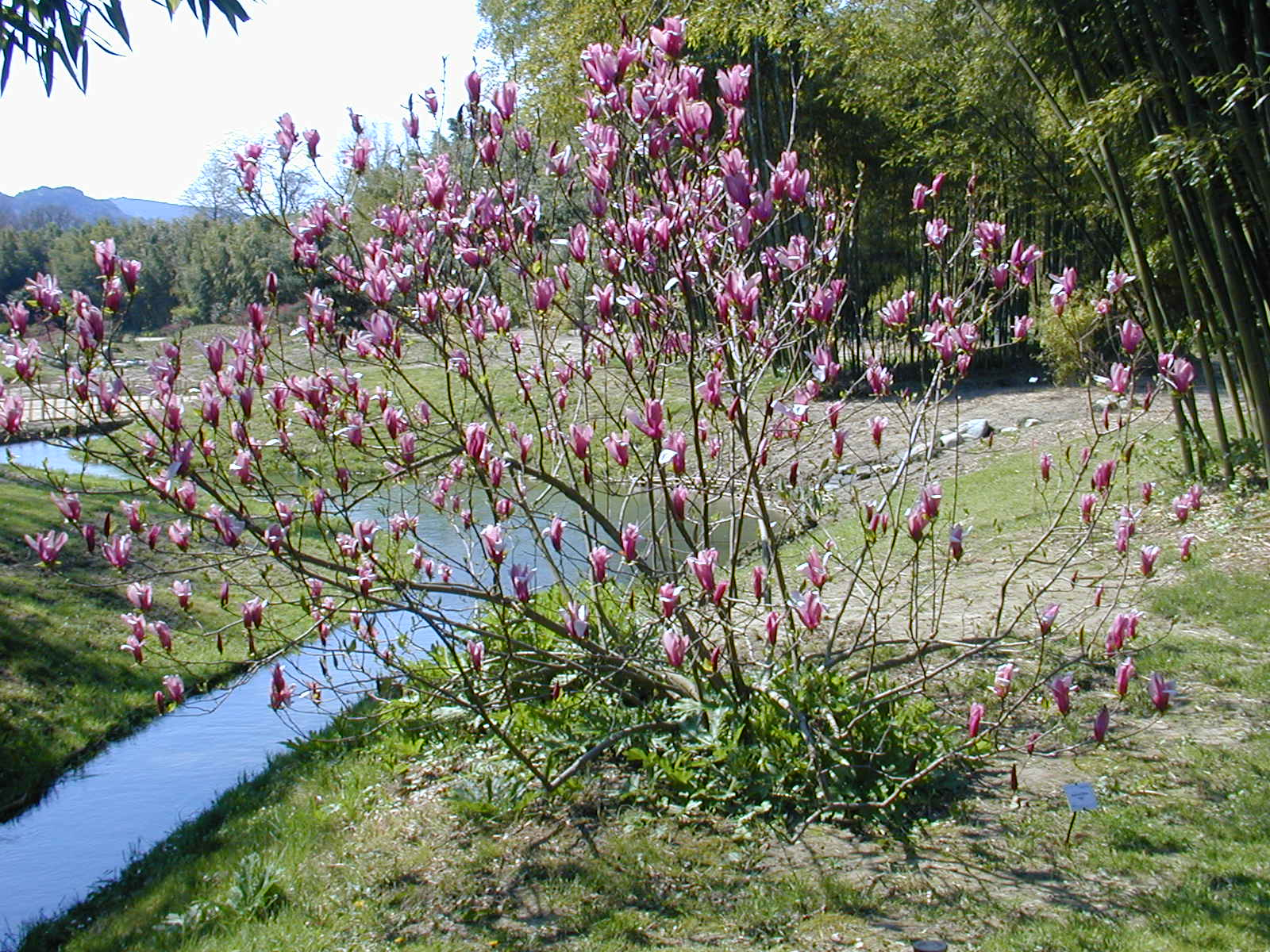
Magnolias dans la bambouseraie d'Anduze jouxtant la confluence de l'Amous avec le Gardon.

Plus en amont, on trouve le moulin de Volpelière et le Moulin (près des Puechs).

## Pollution, écologie
Dans les années 1990, on découvre que le Reigous (ou Reigoux), petit affluent de l'Amous est gravement pollué par le drainage acide d'anciennes mines de plomb et de zinc du site minier de Carnoulès, mines abandonnées depuis les années 1960. Cette contamination (notamment à l'arsenic, un métalloïde toxique) perturbe l'écosystème de l'Amous sur plusieurs kilomètres,.
Plus récemment, on a montré que le ruisseau Reigous est également et pour les mêmes raisons contaminé par des métaux lourds, et en particulier par du  thallium, le plus toxique des métaux lourds. Une étude publiée en 2011 y a trouvé jusqu'à 534 μg/L de thallium, expliquant les 5,44 μg/L de thallium mesuré dans l'Amous. la forme Tl(I) du thallium, la plus toxique de ce métal, et très soluble dans l'eau dominait (plus 98% du Tl total dissous) par rapport au Tl(III) moins toxique.